# Sabicea verticillata
Sabicea verticillata är en måreväxtart som beskrevs av Herbert Fuller Wernham. Sabicea verticillata ingår i släktet Sabicea och familjen måreväxter. Inga underarter finns listade i Catalogue of Life.